# Jean-Paul Pellaton
Jean-Paul Pellaton (* 10. August 1920 in Pruntrut, damals Kanton Bern; † 26. April 2000 in Delsberg, Kanton Jura) war ein Schweizer Schriftsteller und Übersetzer.

## Leben
Jean-Paul Pellaton absolvierte in Pruntrut die Schulen und das Lehrerseminar.
Ab 1946 war er als Französischlehrer in Pruntrut, Biel und Delsberg tätig. Daneben studierte er Französische Literatur an der Universität Bern, der Universität Neuenburg und der Universität Genf, wo er 1953 mit dem Lizentiat abschloss. Von 1974 bis 1985 wirkte er als Lektor an der Universität Bern.

## Auszeichnungen (Auswahl)
- 1968: Prix Paul Budry für Vitraux du Jura
- 1984: Literaturpreis des Kantons Jura für Poissons d’Or
- 1994: Gesamtwerkspreis der Schweizerischen Schillerstiftung

## Werke

### Jugendliteratur
- Jean-Pierre chez les hommes rouges. OSL, Zürich 1950.
- Le courrier du roi Caraffa, Lausanne 1960.

### Prosa
- Cent fleurs et un adjudant, Neuenburg 1953.
- Quinze jours avec Bob, Genf 1955.
- Le visiteur de brume. Roman, Neuenburg 1960.
- Les Prisons et leurs clés, Lausanne 1973.
- Ces miroirs jumeaux. Roman, Lausanne 1975.
- Quelques Oiseaux étourdis, Lausanne 1981.
- Poissons d’Or, Lausanne 1984.
- Dans la nuit une rose, Vevey 1985.
- Une ombre sur la terrasse. Roman, Lausanne 1988.
- Septembre mouillé, Lausanne 1990.
- Les passeurs de l’aube. Roman, Lausanne 1992.
- Le Mège. Trois années dans la vie de Xavier Meuret. Roman, Lausanne 1993.
- Georges au vélo. Roman, Lausanne 1994.
- Un habit chasse l’autre, Lausanne 1996.
- Terres de silence. Roman, Lausanne 1999.

### Lyrik
- Coplas, Lausanne 1979.
- D’Ici-bas, Lausanne 1998.

### Hörspiele
- 1963: Les lettres de l’étrangère, Radio Suisse Romande
- 1967: Nous avons tous vu Podilak, Radio Suisse Romande

### Sachbuch
- Vitraux du Jura. Pro Jura, Moutier 1968.
  - Kirchenfenster im Jura. Pro Jura, Moutier 1970; 2. erw. A. 2005 ebd., ISBN 3-9522733-4-1.
- Delémont, Neuenburg 1983.

### Übersetzungen
- Berchtold von Grünigen: De l’impressionnisme au tachisme. Birkhäuser, Basel 1964.
- Gabriele Lohberg: Fritz Winter. Edition Marbach, Bern 1980.